# Meczet Al-Hakima
Meczet Al-Hakima (ar. مسجد الحاكم بأمر الله) – jedno z najważniejszych muzułmańskich miejsc kultu w Kairze, stolicy Egiptu.

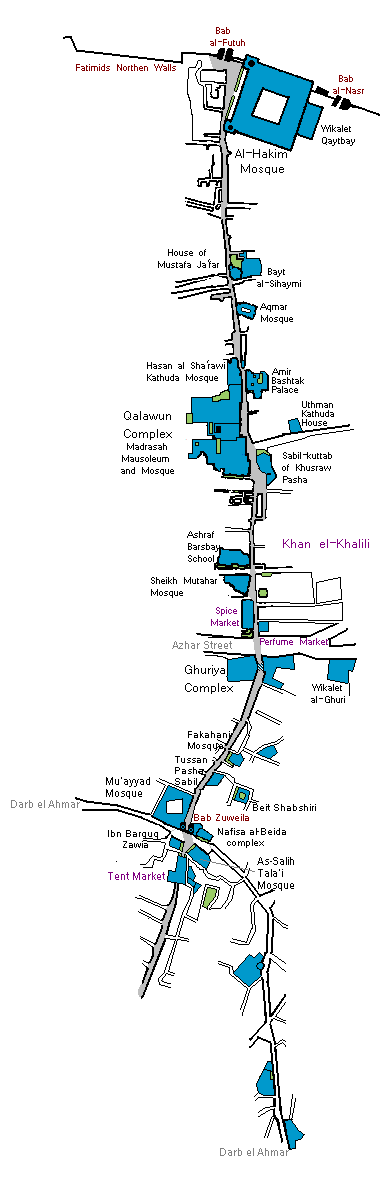
Mapa ulicy Al-Muizz w tzw. "muzułmańskim" Kairze

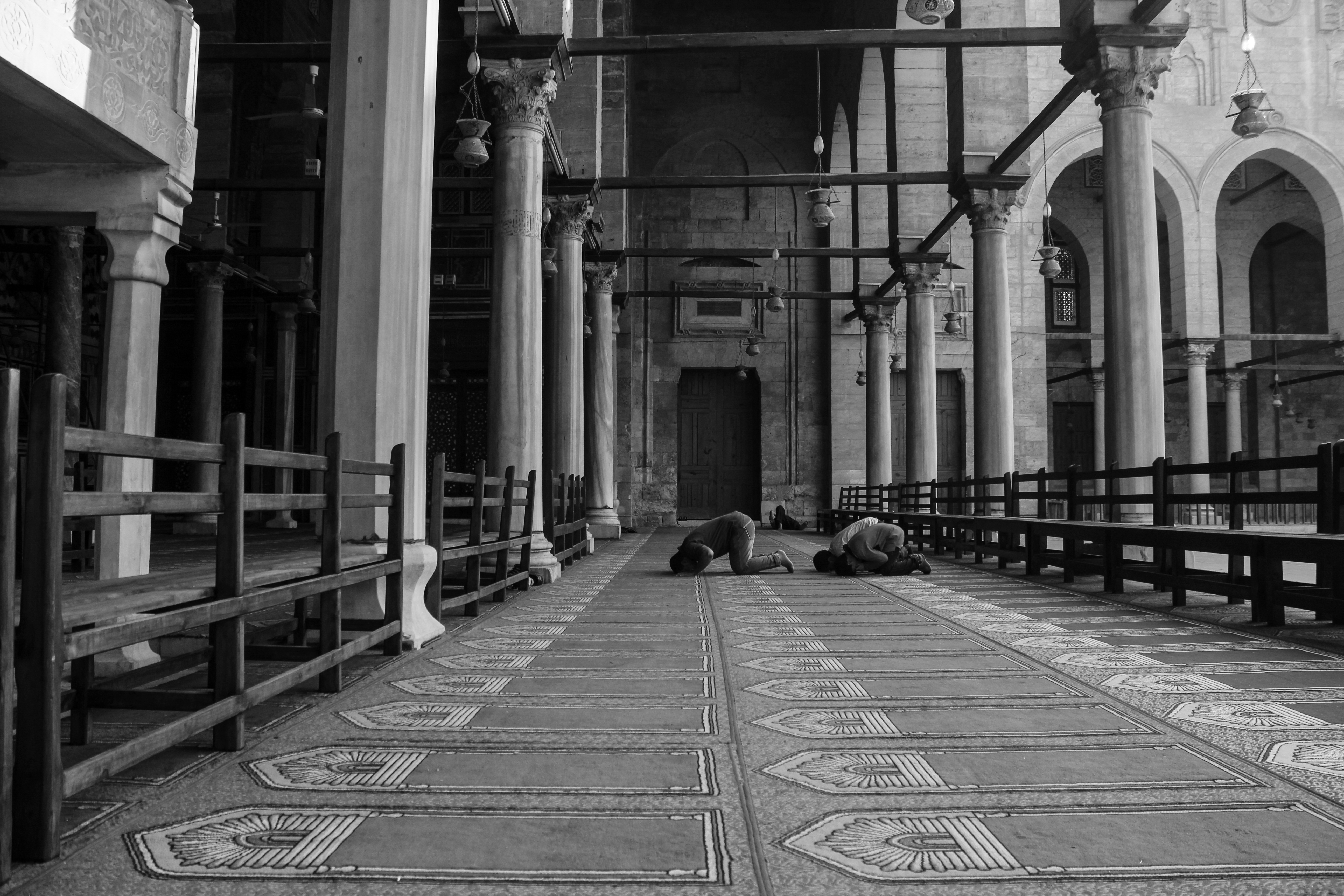

Obiekt mieści się na terenie „muzułmańskiego” Kairu, po wschodniej stronie ulicy Al-Mu'izz, na południe od Bab al-Futuh (arab. ‘brama podboju’). Został nazwany imieniem szóstego kalifa fatymidzkiego, Al-Hakima (985-1021), a pierwszego, który urodził się w Egipcie. Pierwotnie został pomyślany przez wezyra fatymidzkiego, Dżawhara as-Sikilli (zm. 992), jako obiekt samodzielny, ale następnie został włączony do kompleksu fortyfikacji wybudowanych przez Badra al-Dżamali. Meczet składa się z nieregularnego prostokąta, z czterema rzędami arkad otaczającymi dziedziniec. Niezwykłym jego elementem jest monumentalne wejście z wyeksponowanym do przodu gankiem z kamienia. 

## Minarety
Najbardziej spektakularnym elementem meczetu Al-Hakima są minarety, po jednym z każdej strony elewacji frontowej, przypominające wyglądem nieco pylony świątyni staroegipskiej. Pierwotnie obydwa minarety stały w narożnikach, nie przylegając do ceglanych murów. Są to zarazem najstarsze zachowane minarety w Kairze, wielokrotnie poddawane restauracji w ciągu wieków. W celu wzmocnienia ich struktury dodano w roku 1010 masywne klińce, a północny minaret włączono do kompleksu murów miejskich. Wewnątrz te zadziwiające struktury są puste, ponieważ zostały wzniesione wokół pierwotnych minaretów, połączonych ze wspornikami i widocznych do dziś ze szczytu minaretu, poniżej.   

## Późniejsze dzieje
Meczet Al-Hakima w ciągu burzliwej historii służył do celów innych, niż związane z kultem religijnym. W okresie wypraw krzyżowych spełniał rolę więzienia dla wziętych do niewoli „Franków” (jak nazywano "łacinników", krzyżowców z Europy zachodniej), za sułtana Saladyna – stajni, za Napoleona – fortecy, później miejscowej szkoły. W 1980 meczet Al-Hakima został odbudowany w zasadzie w całości, przy użyciu błyszczącego białego marmuru, dekorowanego złotem, przez głowę ruchu ismailickiego (fatymidzkiego) z siedzibą w Indiach, Syednę Mohammeda Burhanuddina. Mimo to nadal można dojrzeć pozostałości oryginalnych dekoracji: rzeźb w stiuku, drewnianej więźby dachowej oraz inskrypcji koranicznych. 
Obecnie meczet jest raczej obiektem turystycznym niż miejscem kultu. Jego unikatowe minarety przyciągają turystów krajowych i zagranicznych.